# Colopisthus tresesquinas
Colopisthus tresesquinas is een pissebed uit de familie Cirolanidae. De wetenschappelijke naam van de soort is voor het eerst geldig gepubliceerd in 2003 door Moore & Brusca.